# Wijnkoningin

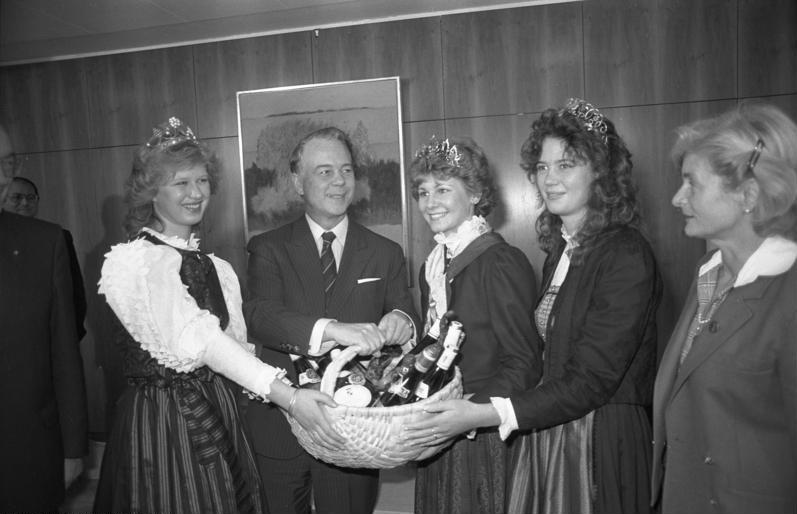
Een plichtpleging van de wijnkoningin uit 1985 bij de toenmalige Bondspresident van West-Duitsland.

Een wijnkoningin wordt als representatief persoon gekozen om wijn uit een bepaald dorp, regio of land te vertegenwoordigen ten behoeve van de markt.
Van een wijnkoningin wordt - zeker op regionaal en nationaal niveau - verwacht kennis over wijn en wijnbouw te hebben. Vaak zijn het jonge vrouwen afkomstig uit een wijnboerenfamilie. Het kan zijn dat ze een studie volgen in de wijnbouw.

## Duitsland
De in een Duits wijndorp gekozen wijnkoningin (Duits: Weinkönigin) staat vaak alleen gedurende de wijnfestiviteiten in de belangstelling. Wijnkoninginnen met meer ambitie kunnen meedoen aan regionale verkiezingen waarbij zij een van de landelijke 13 kwaliteitswijn-gebieden waartoe zij behoren kunnen vertegenwoordigen. Hierna is het voor hen mogelijk om mee te doen aan de nationale verkiezing.
Na enige voorgeschiedenis werden de eerste landelijke verkiezingen gehouden in 1949. De verkiezingen gaan samen met een publiek interview tijdens een gala-evenement waar de kandidaat naast spontaniteit, charme en humor de nodige kennis over het vakgebied moet hebben. De verkiezing wordt live op televisie uitgezonden.
Gedurende het jaar wordt de wijnkoningin bijgestaan door wijnprinsessen. Elk jaar zijn dit kandidaten die de tweede of derde ronde bij de nationale Duitse wijnkoningin-verkiezingen hebben gehaald. Zij treden - net als de wijnkoningin zelf - op namens het Duitse wijninstituut als vertegenwoordigster voor de wijn en wijnbouw in Duitsland.
In 2016 is een gevluchte Aramese uit Syrië tot wijnkoningin benoemd. Dit is voor het eerst dat een asielzoeker de titel kreeg.

## Kroatië
In 2003 vonden de eerste lokale verkiezingen in Kroatië voor een wijnkoningin (Kroatisch: Hrvatska vinska kraljica) plaats in de regio Zagreb. Nationaal wordt de wijnkoningin gekozen sinds 2006 om de wijn en wijnbouw in Kroatië te vertegenwoordigen.
Tijdens de internationale wijnvakbeurs Vinovita vindt dit plaats. Ook wordt er dan de beste jonge wijnmaker gekozen.

## Luxemburg
De Luxemburgse wijnkoningin (Luxemburgs: Lëtzebuerger Wäikinnigin) vertegenwoordigt de wijn en wijnbouw in Luxemburg.
De eerste werd in 1950 gekozen. De "kroning" vindt ieder jaar in het tweede weekend van september plaats op het druiven- en wijnfeest te Grevenmacher.
Voordat iemand gekroond wordt tot wijnkoningin, zal zij eerst vier jaar stage als “wijnprinses” bij haar “koninklijke” voorgangers hebben gelopen.

## Oostenrijk
Een Oostenrijkse wijnkoningin (Duits: Bundesweinkönigin) vertegenwoordigt de wijn en wijnbouw in Oostenrijk. Afwisselend wordt zij gekozen uit de wijngebieden Burgenland en Neder-Oostenrijk.

## Zwitserland
De Zwitserse wijnkoningin (Frans: Reine du vin de Suisse, Italiaans: Regina del vino della Svizzera) vertegenwoordigt de wijn en wijnbouw in Zwitserland.
Voor het eerst werd de verkiezing gehouden in februari 2008, georganiseerd door een levensmiddelendiscounter en een plaatselijke krant. Hiervoor werd naar de wijnregio’s van het land een vragenlijst verzonden die na terugzending door een vijfkoppige jury werd geanalyseerd en waar vervolgens een “koningin” uit werd gekozen.

## Slovenië
De Sloveense wijnkoningin (Sloveens: Vinska kraljica Slovenije of Slovenska vinska kraljica) vertegenwoordigt de wijn en wijnbouw in Slovenië. Sinds 1996 worden er verkiezingen georganiseerd, maar vanaf 2000 vindt dit plaats op de nationale wijnbeurs Vino Slovenija Gornja Radgona.

## Hongarije
De Hongaarse wijnkoningin (Hongaars: Magyarország első Borkirálynője, ook wel Magyarország Borkirálynője) vertegenwoordigt de wijn en wijnbouw in Hongarije.
Voor de eerste maal werd de verkiezing gehouden in 2008. Jaarlijks vindt dit in juli plaats tijdens het wijnfeest Borkiralynő Fesztivál. Plaatselijke en regionale wijnkoninginnen waren er al sinds 2001.

## Elzas
De Elzasser wijnkoningin (Frans: Reine des vins d'Alsace) vertegenwoordigt de wijn en wijnbouw in de Elzas. Verkiezingen vinden er jaarlijks sinds 1954 in Colmar plaats, georganiseerd door het Conseil Interprofessionnel des Vins d’Alsace (CIVA) en het Generale Commissariaat (commissariat général). 
Elke kandidaat moet de Franse nationaliteit hebben, tussen de 18 en 25 jaar oud en ongetrouwd zijn. Ook moet zij werkzaam zijn in de Elzasser wijnbouw en kennis hebben van de regionale wijnbouw, de wijnen, gastronomie en toerisme.
Frankrijk kent verder geen andere regionale of nationale wijnkoningin, ofschoon er wel een geweest zou zijn in de jaren 30.